# Ruschia sabulicola
Ruschia sabulicola är en isörtsväxtart som beskrevs av Moritz Kurt Dinter. Ruschia sabulicola ingår i släktet Ruschia och familjen isörtsväxter. Inga underarter finns listade i Catalogue of Life.